# اچ‌ام‌اس پایونیر (آر۷۶)
اچ‌ام‌اس پایونیر (آر۷۶) (به انگلیسی: HMS Pioneer (R76)) یک کشتی بود که طول آن ۶۹۵ فوت (۲۱۱٫۸ متر) بود. این کشتی در سال ۱۹۴۴ ساخته شد.